# Sieroszewice
Pour la gmina, voir Sieroszewice (gmina).
Sieroszewice est une localité polonaise, siège de la gmina rurale de Sieroszewice, située dans le powiat d'Ostrów Wielkopolski en voïvodie de Grande-Pologne. Elle se trouve à environ 20 kilomètres à l'est de la ville d'Ostrów Wielkopolski et 112 km au sud-est de Poznań, la capitale régionale.

## Géographie

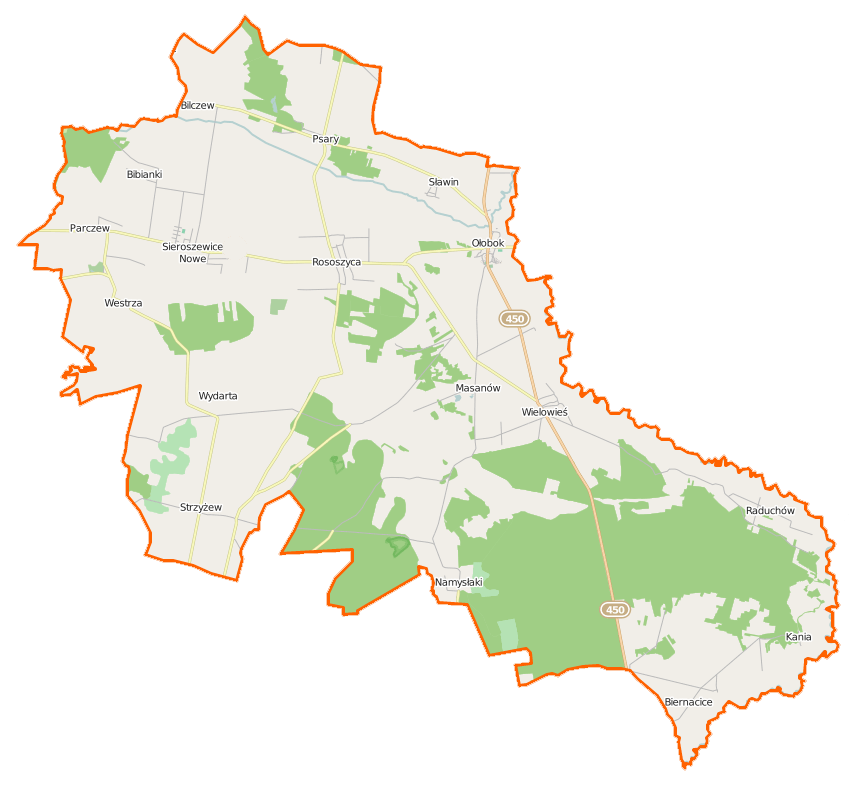
Carte de la gmina de Sieroszewice.

## Histoire
Lors du deuxième partage de la Pologne en 1793, Sieroszewice est attribuée au royaume de Prusse et est incorporée dans la province de Prusse-Méridionale puis, après le congrès de Vienne en 1815, dans le grand-duché de Posen (remplacé par la province de Posnanie en 1848) dans l'arrondissement d'Adelnau puis à partir de 1887, dans l'arrondissement d'Ostrowo.